# Troúlloi
Troúlloi är en ort i Cypern.   Den ligger i distriktet Eparchía Lárnakas, i den östra delen av landet, 28 km sydost om huvudstaden Nicosia. Troúlloi ligger 108 meter över havet och antalet invånare är 1 078. Den ligger på ön Cypern.
Terrängen runt Troúlloi är lite kuperad. Närmaste större samhälle är Larnaca, 12,1 km söder om Troúlloi. Trakten runt Troúlloi består till största delen av jordbruksmark.